# 戈尔戈廖内
戈尔戈廖内（義大利語：Gorgoglione），是意大利马泰拉省的一个市镇。总面积34平方公里，人口1063人，人口密度31.3人/平方公里（2009年）。ISTAT代码为077010。